# Salomó (kommunhuvudort)
Salomó är en kommunhuvudort i Spanien.   Den ligger i provinsen Província de Tarragona och regionen Katalonien, i den östra delen av landet, 400 km öster om huvudstaden Madrid. Salomó ligger 164 meter över havet och antalet invånare är 341.
Terrängen runt Salomó är platt åt sydväst, men åt nordost är den kuperad. Terrängen runt Salomó sluttar söderut.  Närmaste större samhälle är Tarragonès, 16,3 km sydväst om Salomó. Runt Salomó är det i huvudsak tätbebyggt.